# Cúmulo de diferenciación
Los cúmulos de diferenciación, grupos de diferenciación o antígenos de diferenciación (cluster of differentiation en inglés) (CD) son moléculas marcadoras -principalmente- en la superficie celular, que son reconocidas por ciertos anticuerpos, usadas para la identificación del tipo de célula, estado de diferenciación celular y activación de la misma. Son un sistema de antígenos de superficie celular de los leucocitos humanos (y muchas otras estirpes celulares), que se caracterizan mediante anticuerpos monoclonales, permitiendo la categorización de los leucocitos y otras células hematopoyéticas (de la sangre). También se conocen como antígenos CD o grupo de diferenciación.
Durante su maduración y diferenciación, los linfocitos inmaduros van expresando (encendiendo, apagando, modificando) la expresión (en su superficie o intracelular) una serie de proteínas (algunas de la respuesta inmunitaria) que van apareciendo a modo secuencial conforme progresa la maduración y luego la diferenciación celular. Se les denomina marcadores de diferenciación pues indican en cada célula la situación fenotípica en la que se encuentra, que está asociada al estadio de diferenciación en que se encuentra.

## Nomenclatura
La nomenclatura de Grupos de Diferenciación fue propuesta y establecida en el 1.er Taller y Conferencia Internacional de Antígenos de Diferenciación de los Leucocitos Humanos (HLDA), que se celebró en París en 1982, este sistema estaba destinado a la clasificación con diferentes Anticuerpos monoclonales (mAbs) obtenidos por los diferentes laboratorios de todo el mundo contra epítopos de las moléculas de superficie de las células blancas de la sangre. Desde entonces, su uso se ha extendido a muchos otros tipos de células, y más de 320 grupos y subgrupos únicos CD han sido identificados.  A las moléculas se les asigna un número de CD una vez que se identifican al menos con dos anticuerpos específicos monoclonales (mAb) diferentes. Si la molécula no ha sido bien caracterizada, o solo existe un mAb que la reconozca, por lo general se la denomina provisionalmente con una "w" (como por ejemplo "CDw186").
Las poblaciones de células se definen generalmente usando un '+' o un símbolo "-" para indicar si una determinada fracción de células expresa o carece de una molécula de CD. Por ejemplo, una célula "CD34+, CD31-" expresa CD34, pero no CD31. Esta combinación de CD por lo general corresponde a una célula madre, contraria a una completamente diferenciada como podrían ser, por ejemplo, las células endoteliales.

## Inmunofenotipificación
El sistema de CD se utiliza habitualmente como marcadores de células en inmunofenotipo, permitiendo que las células que se definen en función de qué moléculas están presentes en su superficie. Estos marcadores se utilizan a menudo para asociar las células con ciertas funciones inmunes. Durante el uso de una molécula de CD para definir las poblaciones es poco común (aunque existen algunos ejemplos), la combinación de marcadores ha permitido que los tipos de células con definiciones muy específicas dentro del sistema inmunitario.

## Relación
| - CD1 - CD13 - CD14 - CD16 - CD18 - CD19 | - CD2 - CD4 - CD20 - CD28 - CD3 - CD5 | - CD6 - CD68 - CD7 - CD8 - CD40 - CD45 - CD80 - CD9 | - CDH1 - CDw12 - HER2/neu o - ErbB2 o - CD340 y p185 |